# Eisenbahnunfall von Parkside

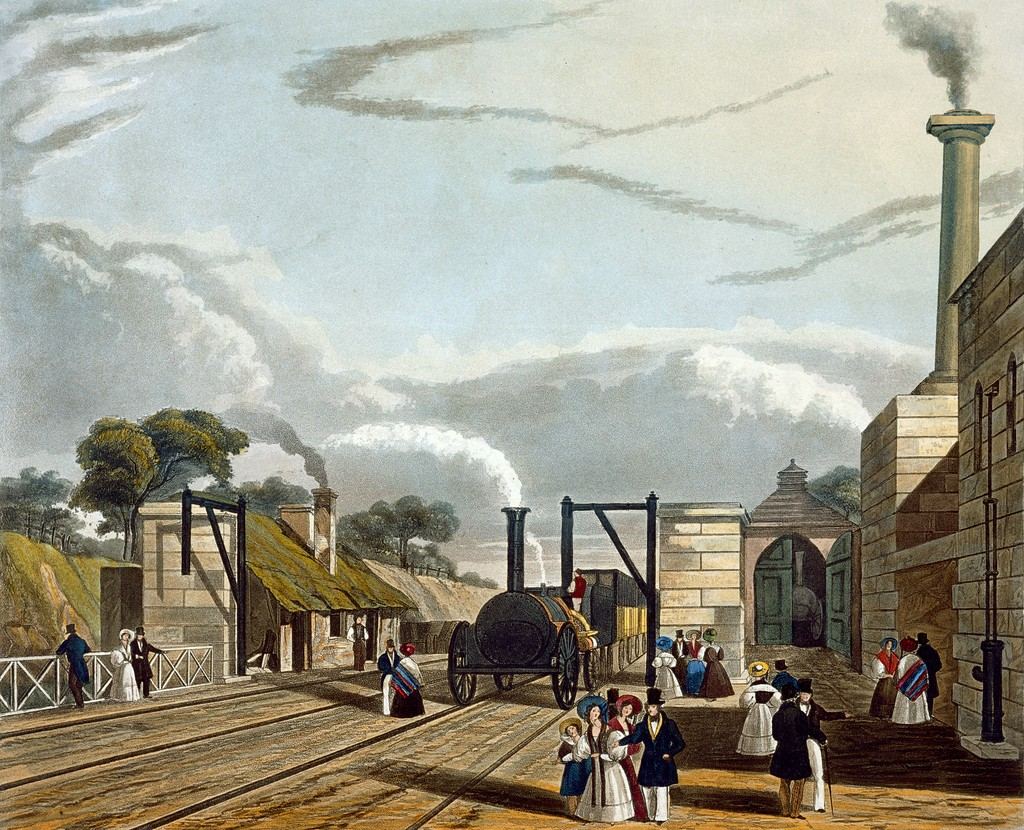
Bahnhof Parkside, Ort des Unfalls

Bei dem Eisenbahnunfall von Parkside wurde während der Eröffnung der Liverpool and Manchester Railway am 15. September 1830 der Parlamentsabgeordnete von Liverpool und frühere Kolonial-, Kriegs- und Handelsminister von Großbritannien, William Huskisson, überfahren. Er starb an den Unfallfolgen. Dies war der erste Eisenbahnunfall, bei dem ein Reisender tödlich verunglückte.

## Ausgangslage

### Politik
Der Premierminister, Herzog von Wellington, sehr konservativ, schwächelte politisch – ihm drohte eine baldige Ablösung. Nicht nur die Opposition griff ihn an, auch der liberale Flügel seiner eigenen Partei, der Tories. Zu dem liberalen Flügel zählte auch William Huskisson, ein Befürworter des zunächst umstrittenen Projekts einer Eisenbahn zwischen Liverpool und Manchester. Huskisson hatte zunächst der Regierung von Wellington angehört, dann aber den Premierminister mit seinen Forderungen nach Reformen überfordert und war durch ihn im Mai 1828 entlassen worden. Huskisson war nun „nur“ noch Parlamentsabgeordneter von Liverpool, für ihn ein Karriererückschlag. Seit seiner Entlassung hatten er und Wellington kaum noch miteinander gesprochen.

### Infrastruktur
Die Strecke der Liverpool and Manchester Railway war durchgehend zweigleisig – ein Gleis für jede Fahrtrichtung. Der Abstand zwischen den beiden Gleisen betrug vier Fuß (ca. 1,25 m). Es gab eine Reihe von Bahnhöfen entlang der Strecke, die auch dazu dienten, dass Lokomotiven unterwegs Wasser aufnehmen konnten.

### Fahrzeuge

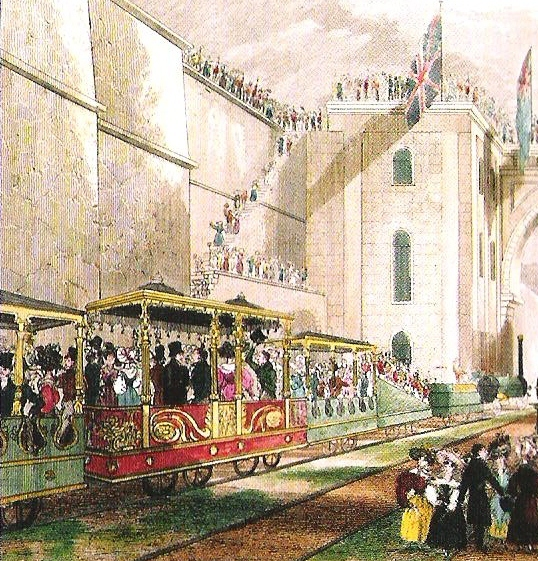
Eröffnungszug mit dem Wagen des Herzogs von Wellington vor der Abfahrt in Liverpool

Die frühen Lokomotiven hatten keine Bremsen. Bremsen gab es nur an einigen der Wagen. Im Zugverband wurde also hauptsächlich von den Bremsern auf den Wagen gebremst. Fuhr eine Lokomotive alleine, konnte sie nur dadurch bremsen, dass der Lokomotivführer umsteuerte und die Maschine gegen die Fahrtrichtung arbeiten ließ. Es dauerte etwa 10 Sekunden, bis eine solche „Bremsung“ Wirkung zeigte und die Lokomotive langsamer wurde. Auch war viel Erfahrung nötig, um eine Lokomotive so zum Halten zu bringen.:35, 131, 156
Der Eröffnungszug, in dem der Herzog von Wellington fuhr, bestand aus der Lokomotive Northumbrian:31 und vier offenen Personenwagen, darunter einem besonders prächtig gestalteten Salonwagen des Herzogs von Wellington. Der Wagen hatte allerdings keine fest installierten Einstiegsstufen. Vielmehr musste eine kleine Leiter, die in einem der anderen Wagen mitgeführt wurde, unter die jeweilige Tür gestellt werden, damit Fahrgäste bequem ein- oder aussteigen konnten.:156 Weiter gab es je einen weiteren prächtig dekorierten Wagen davor und dahinter. In diesen Wagen waren die V.I.P.s aus Politik und Gesellschaft und die Direktoren der Bahn untergebracht. Hier gab es Sitze an den Längsseiten der Wagen und in der Mitte eine Bank, die in Fahrtrichtung angeordnet war. Zwischen diesen drei Wagen und der Lokomotive war ein weiterer Wagen eingereiht, auf dem sich eine Musikkapelle befand. Die Türen aller Wagen öffneten nach außen. Lokomotivführer dieses Zuges war George Stephenson.:36

### Eröffnungsbetrieb
Alle Züge zur Eröffnung sollten gemeinsam zunächst am Morgen von Liverpool nach Manchester fahren und am Nachmittag dann zurück. Anlässlich der Eröffnung gab es eine besondere Betriebslage: Das südliche der beiden Streckengleise war für den Sonderzug des Herzogs von Wellington reserviert. Dessen Sonderzug sollte die Möglichkeit haben, überall anzuhalten, damit die Fahrgäste Besonderheiten in dem Tempo besichtigen konnten, das der Premierminister wünschte. Die sieben übrigen Züge für die „normalen“ Fahrgäste – Fahrgäste, denen es gelungen war, eine Fahrkarte für einen der reservierten Plätze zu erhalten – fuhren als Konvoi im Sichtabstand hintereinander auf dem nördlichen Streckengleis.:35 Wenn der Zug des Herzogs von Wellington etwas langsamer fuhr, fuhren auf dem zweiten Gleis einige Züge des Konvois an dem Zug des Herzogs vorbei, der sie dann später wieder überholte.:143 Der dritte dieser Eröffnungszüge im Konvoi auf dem nördlichen Gleis wurde von der Rocket gezogen. Ihr Lokomotivführer war Joseph Locke.
Der Herzog von Wellington erschien mit etwa einer halben Stunde Verspätung am Bahnhof in Liverpool, um seinen Sonderzug zu besteigen.:31, 35 Huskisson und seine Frau Emily hatten Plätze in dem Wagen zugewiesen bekommen, der vor dem Wagen des Premierministers in dessen Zug lief.:142 Bis zum Bahnhof Parkside verlief die Fahrt des Sonderzuges des Premierministers ohne Zwischenfall. Hier fand um 11:55 Uhr ein geplanter Halt statt, damit die Lokomotiven Wasser nachfüllen konnten. Die Fahrgäste waren gebeten worden, die Züge nicht zu verlassen.:151

## Unfallhergang

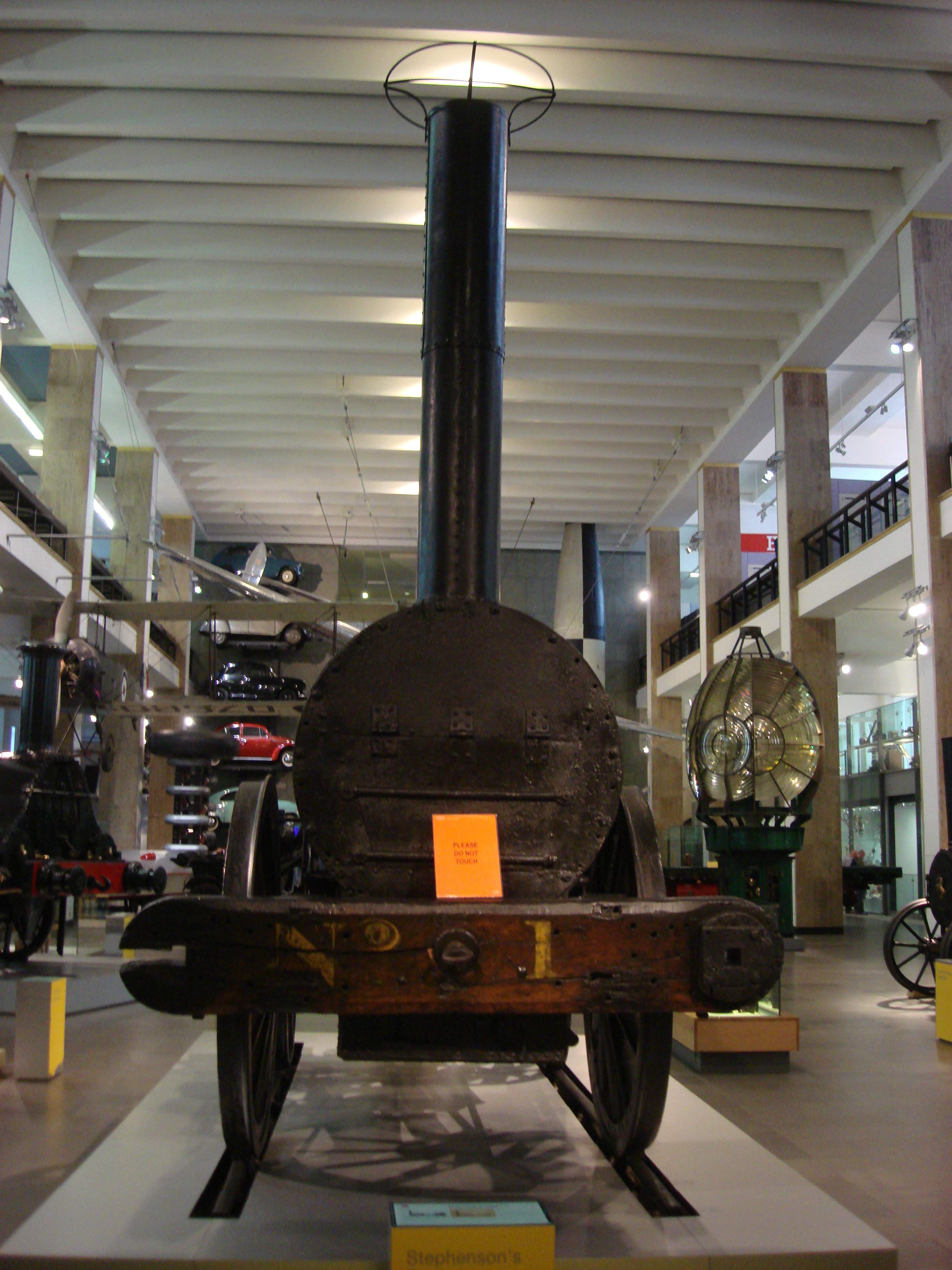
Die Unfalllokomotive Rocket im Science Museum, London (Original)

Gleichwohl verließen etwa 50 Männer den Zug des Premierministers, um sich die Füße zu vertreten, während das Wasser in der Northumbrian aufgefüllt wurde.:151 Auch William Huskisson verließ seinen Wagen. Zwei Züge, die auf dem Parallelgleis unterwegs waren, fuhren an dem Zug des Premierministers vorbei. Huskisson wollte die günstige Gelegenheit nutzen, um zum Premierminister zu gehen und ihn zu begrüßen. So wollte er die freudige Hochstimmung der Eröffnung nutzen, um ihr gegenseitiges Verhältnis wieder zu entspannen.:152 Huskisson überschritt das Parallelgleis und ging zum Wagen des Premierministers, der in dessen vorderer Ecke saß, und die Männer gaben sich die Hand.:155 In diesem Moment näherte sich der dritte Zug auf dem Parallelgleis mit der Rocket an der Spitze. Die im Gleisbereich Stehenden stiegen nun wieder in den Zug oder wichen auf den Bahndamm an der anderen Seite des nördlichen Gleises aus.:156 Das Einsteigen in den Wagen des Premierministers erwies sich als schwierig, weil die Einstiegsleiter nicht angelehnt war. Einige wurden von den Mitreisenden an Händen und Kleidern hereingezogen. Allen gelang es auszuweichen, außer einem weiteren Mitreisenden und Huskisson, der offenbar in Panik geriet. Nach zwei vergeblichen Versuchen, das Parallelgleis zu überschreiten und sich auf der anderen Seite in Sicherheit zu bringen, versuchte er doch noch in den Wagen des Herzogs zu gelangen. Joseph Locke hatte ihn inzwischen bemerkt und steuerte gegen, um die Rocket zum Halten zu bringen. Zwischen beiden Fahrzeugen war ein Raum von etwa 60 cm, was im Falle seines Mitreisenden ausreichte, den Unfall zu verhindern. Huskisson versuchte allerdings weiter den Wagen zu erklimmen, bekam dabei eine Tür zu fassen, die allerdings seinem Gewicht nicht standhielt, aufschwang, und ihn so direkt in das Lichtraumprofil der Rocket beförderte. Die Rocket fuhr gegen die Tür, Huskisson fiel zwischen ihre Räder und die Lokomotive fuhr ihm teilweise über ein Bein, das nicht abgetrennt, aber schwer verletzt wurde.

## Folgen

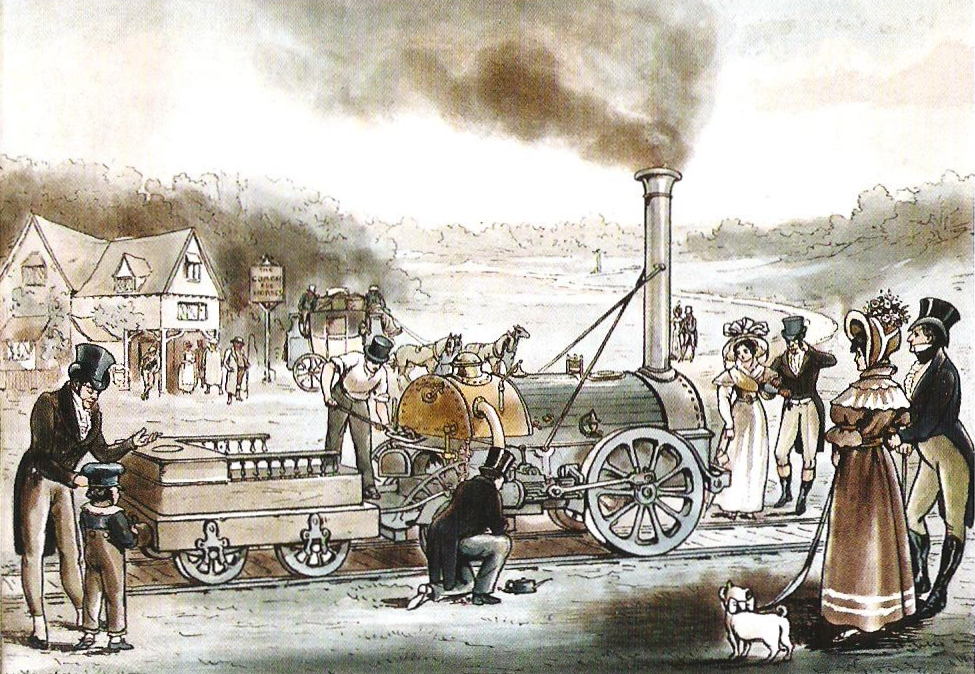
Die Weltrekord-Lokomotive Northumbrian

Der verletzte Huskisson wurde für einen Transport auf ein Türblatt gebettet, das in einem der Bahnhofsgebäude dafür ausgehängt wurde. Am Zug des Premierministers wurde die Kupplung zwischen dem ersten Wagen (auf dem die Musiker gesessen hatten) und den Wagen für die Ehrengäste gelöst und Huskisson mitsamt der Tür auf diesen ersten Wagen gebettet. Da die Ärzte nicht sicher waren, ob Huskisson eine Fahrt bis Manchester überleben würde, wurde entschieden, ihn ins Pfarrhaus von Eccles, das nahe der Bahnstrecke lag, zu bringen. Die Northumbrian fuhr mit dem einen Wagen, Huskisson und den ihn begleitenden Personen, insbesondere seiner Frau und mehreren Ärzten, die unter den Ehrengästen waren, nun schnellstmöglich dorthin. Die Northumbrian erreichte dabei eine Geschwindigkeit von 35 mph (56 km/h) – Weltrekord.:161 Huskisson wurde in das Pfarrhaus gebracht. Die Ärzte befürworteten eine Amputation seines Beines, waren aber der Meinung, dass er zu schwach sei, den Schock einer Operation lebend zu überstehen.:163 ff Ohnehin war er bereits vor dem Unfall gesundheitlich geschwächt. Gegen 21 Uhr verstarb er.:171 Die Jury, die unter einem Coroner am nächsten Tag zusammentrat, kam zu dem einstimmigen Schluss, dass es sich um einen Unfall gehandelt habe, der den Verantwortlichen der Eisenbahn nicht zuzurechnen war. Das ersparte es der Rocket, zum Deodand erklärt zu werden.:174

## Wissenswert

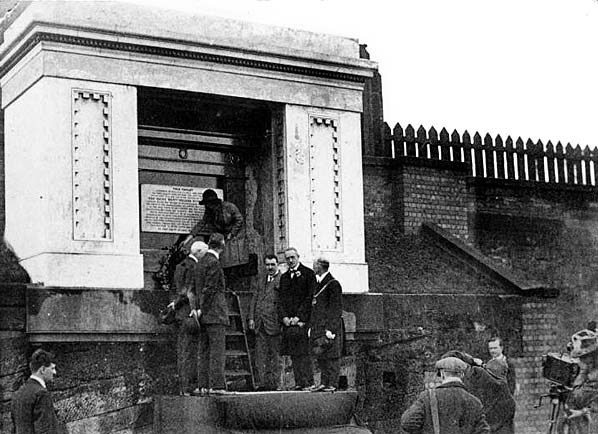
Denkmal an der Unfallstelle – Einweihung 1913

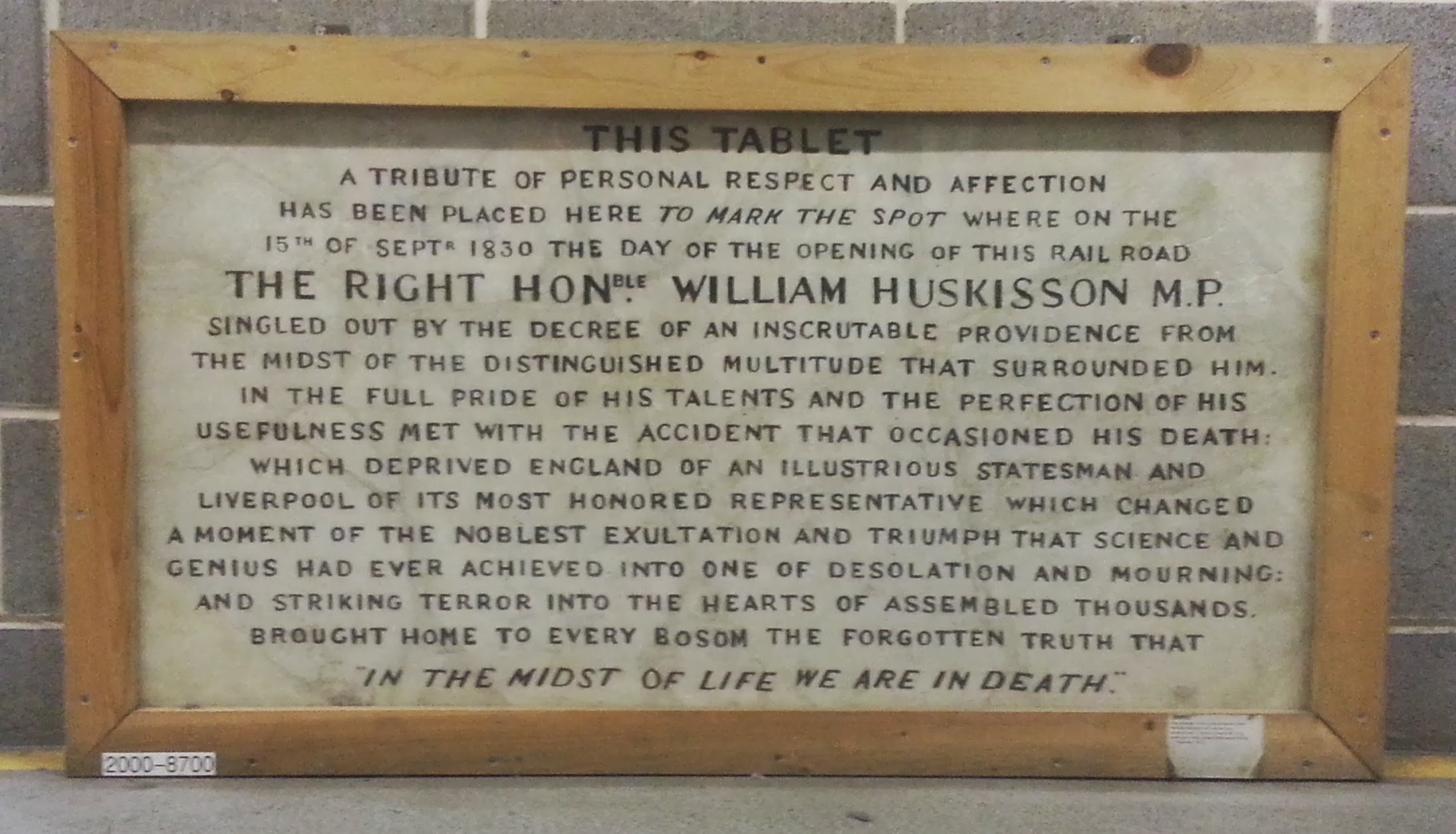
Gedenktafel für William Huskisson, heute im National Railway Museum, York

William Huskisson war der erste Prominente und der erste Fahrgast, der bei einem Eisenbahnunfall getötet wurde. In der Literatur wird er oft als der Erste überhaupt genannt, der bei einem Eisenbahnunfall zu Tode kam. Das trifft aber nicht zu. Ingenieure, Handwerker und Neugierige kamen zuvor schon ums Leben. Der erste von einem Zug überfahrene Nicht-Eisenbahner verunglückte wohl schon 1821.
An der Unfallstelle – den Bahnhof Parkside gibt es schon lange nicht mehr – wurde 1913 ein Denkmal für William Huskisson errichtet. Dieses liegt parallel zur Bahnstrecke, ist nur aus dem vorbeifahrenden Zug und damit schlecht zu sehen.